# Холодно — горячо
«Хо́лодно — горячо́» — советский телевизионный художественный фильм, поставленный на киностудии «Ленфильм» в 1971 году режиссёром Николаем Розанцевым по мотивам рассказа Николая Чуковского «Неравный брак».
Телевизионная премьера фильма состоялась 8 марта 1972 года.

## Сюжет
Счастливая молодая мать Вера Касаткина (Елена Одинцова) с любовью укладывает в детскую коляску свою дочь и с нескрываемой радостью ожидает любимого мужа, отца её ребёнка. Но появившийся ненадолго муж внезапно заявляет, что любит другую женщину. Вера переживает тяжелейшую моральную травму. Душевная боль от измены мужа влияет на характер Веры и на её дальнейшие отношения с людьми...
Пять лет спустя, мать-одиночка Вера Касаткина, отвечая на вопрос своей дочери, с грустью говорит: «Мне 29, скоро 30...» Вера Петровна работает заведующей библиотекой. Строгая, принципиальная, заботливая, она даже на работе рядом с собой постоянно держит свою дочь. Подруга Веры, библиотекарь Людмила (Инна Кондратьева), знакомит Веру Петровну с писателем Антоном Григорьевичем Подорожным (Пётр Шелохонов), которого знает 20 лет и приглашает в гости на ужин. Но Вера, находясь в эмоциональном возбуждении, внезапно вступает с писателем в спор и, явно придираясь к его словам, начинает упрекать в выборе слов и критиковать его. Вера Петровна выражает сомнение, что писателю нужна встреча с читателями, но писатель, глядя ей в глаза, вежливо признаётся, что он сам напросился. Она волнуется, то встаёт и уходит, то снова присаживается к столу напротив писателя и, продолжая спор, всем своим поведением и тоном явно демонстрирует отказ и выходит из комнаты. Стоя за дверью, Вера Петровна слушает, как Людмила о ней говорит писателю хорошие сочувственные слова, но предупреждает писателя, что у неё гордости на троих хватит.
Возвращаясь с работы в электричке, Вера Петровна встречает незнакомого молодого человека, недавно вернувшегося из армии Володю Чижова (Платон Андрюшин). Она соглашается помочь 20-летнему Володе подготовиться к поступлению в институт. По приглашению Веры Петровны, Володя становится постоянным читателем библиотеки. Он начинает ухаживать за Верой и однажды на праздничном вечере приглашает её на танец, но получает строгий отказ. Володя продолжает посещать библиотеку и готовиться к экзаменам. Вскоре уборщица библиотеки, тётя Дуся (Валентина Владимирова) находит на столе Володи случайно оставленное письмо от его бывшей подруги, с которой он перестал встречаться. Тётя Дуся показывает письмо Вере Петровне и с укором называет её разлучницей! С трудом преодолевая своё принципиальное нежелание читать чужие письма, Вера Петровна вглядывается в строчки прощального письма подписанного Леной, бывшей подругой Володи. Взволнованная и расстроенная, Вера Петровна оказывается в конфликте и с сотрудниками библиотеки и с Володей. Она с грустью смотрит на чужое письмо, оставленное Володей. В этот момент в библиотеку вваливается очень пьяный мужчина и начинает приставать к Вере Петровне. Внезапно появляется Володя и выручает её из неприятной ситуации. Он крепкими руками уверенно выпроваживает вторгшегося в библиотеку сильно подвыпившего мужчину. Но пьяный упирается и пытает Володю: «Ты её муж?», на что Володя даёт утвердительный ответ и заставляет того извиниться перед Верой Петровной. На следующем вечере танцев Володя опять приглашает Веру Петровну на танец и на этот раз она принимает его приглашение. 
Вера Петровна решает отменить выступление писателя в библиотеке и срывает со стены объявление о творческой встрече. Однако сотрудники библиотеки по своему комментируют ситуацию и отговаривают заведующую от внезапной отмены встречи писателя с читателями. Библиотекарь Людмила напоминает, что книга их земляка писателя издана в Москве и советует Вере Петровне: «поучиться у писателя вниманию к людям и терпимости!» Вера Петровна резко возражает Людмиле и предлагает ей самой встречаться с писателем, потому, что она уже планирует общую жизнь с Володей. Писатель появляется в библиотеке и доброжелательно приветствует всех сотрудников библиотеки по имени-отчеству. Несмотря на попытку Веры Петровны отменить вечер, на встречу с писателем приходят многие читатели библиотеки. Володя приносит цветы, но Вера Петровна в слезах уходит из читального зала и просит Володю уйти вместе с ней. Володя признаётся ей в любви. Они начинают много времени проводить вместе. 
Сцены их любви вскоре становятся заметны окружающим. Насмешки и сплетни вынуждают мать Веры резко выступить против таких отношений. Однако Володя и Вера помогают друг другу, несмотря на остракизм окружающих. И обывательская мораль отступает перед их любовью.

## В ролях
- Елена Одинцова — заведующая библиотекой Вера Петровна Касаткина
- Платон Андрюшин — Володя Чижов
- Лидия Штыкан — Елизавета Алексеевна, мать Веры
- Инна Кондратьева — библиотекарь Людмила Яковлевна
- Валентина Владимирова — уборщица в библиотеке тётя Дуся (Евдокия Семёновна)
- Юля Стадлер — дочка Веры Юля
- Любовь Тищенко — библиотекарь Серафима
- Пётр Шелохонов — писатель Антон Григорьевич Подорожный

## В эпизодах
- Лилия Архипова — Лариса
- Герман Колушкин — Витя, друг Володи
- Евгения Сабельникова — Света
- Станислав Соколов — приятель Володи
- Анатолий Столбов — начинающий писатель
- Александр Суснин — пьяный посетитель
- Игорь Озеров — Игорь, муж Веры Касаткиной
- Валентина Пугачёва — соседка
- Елена Тодорова — студентка с подарком
- Людмила Старицына — студентка с подарком
- Владимир Карпенко — муж Серафимы
- Юрий Шепелев — пассажир
- Л. Дёмина — проводница
- Валерий Никитенко — приятель с гитарой (в титрах не указан)
- Тамара Тимофеева — соседка (в титрах не указана)

## Съёмочная группа
- Сценарий — Наталии Рязанцевой
По мотивам рассказа Николая Чуковского «Неравный брак»
- Режиссёр — Николай Розанцев
- Оператор — Николай Жилин
- Художник — Андрей Вагин
- Композитор — Николай Червинский
- Звукооператор — Ирина Волкова

## Цензура
- По замыслу режиссёра, сцены, в которых юноша становится любовником уже взрослой женщины, должны были украсить фильм, однако цензура усмотрела прямое нарушение норм советской морали и нравственности[источник не указан 4767 дней]. Наиболее откровенные интимные сцены были вырезаны, некоторые — пересняты (в 1970 году в Ленинграде). В результате появились нестыковки, которые сказались на художественной стороне фильма, хронометраж фильма сократился с 80 до 65 минут, и в таком виде он был выпущен на телеэкран в 1972 году.